# Scolopendra cretica
Scolopendra cretica är en mångfotingart som beskrevs av Carl Graf Attems 1902. Scolopendra cretica ingår i släktet Scolopendra och familjen Scolopendridae.
Artens utbredningsområde är:
- Libya.
- Turkiet.

Inga underarter finns listade i Catalogue of Life.